# Crisia tubulosa
Crisia tubulosa är en mossdjursart som beskrevs av Busk 1875. Crisia tubulosa ingår i släktet Crisia och familjen Crisiidae. Inga underarter finns listade i Catalogue of Life.